# Ilam (Provinz)
Ilam oder Elam (persisch ایلام, kurdisch ئیلام Îlam) ist eine der 31 Provinzen des Iran mit der gleichnamigen Hauptstadt Ilam.
In der Provinz leben 580.158 Menschen (Volkszählung 2016). Die Fläche der Provinz erstreckt sich auf 20.133 Quadratkilometer. Die Bevölkerungsdichte beträgt 27 Einwohner pro Quadratkilometer.

## Geographie
Ilam liegt im Südwesten des Landes und grenzt an den Irak. Städte in Ilam sind Mehran, Dehloran (im Bezirk Dehloran), Dareh Schahr, Schirvan va Tschardavol, Eyvan und Abdanan. Die Provinz ist topografisch in zwei Zonen einteilbar. Das Hochland des Zagros-Gebirges, das nördliche und östliche Gebiete der Provinz einnimmt und die niedrigen Ebenen im Südwesten Ilams. Die höchsten Berge und Gebirgsketten der Provinz sind der Ban-Kuh mit 3304 Metern, gefolgt vom Kabir-Kuh – eine etwa 260 km lange Bergkette, welche die größere Region in Poschtkuh (oder Poscht-e Kuh, „hinter dem Berg“) und (westlich und tiefer davon) Pischkuh (oder Pisch-e Kuh, „vor dem Berg“) Luristan (diesseits und jenseits von Luristan) einteilt. Ilam ist dabei Poschtkuh und das heutige Luristan Pischkuh. Der höchste Punkt des Kabir-Kuh ist 2790 m. Andere hohe Berge sind der Scharazul mit 2050 m, der Dinar-Kuh mit 1955 m und der Schah-Nakjir mit 1898 m. Diese ganzen Berge sind der Ursprung vieler Quellen, die dann entweder ostwärts in den Seymare/Karke münden oder westwärts Richtung Irak abfließen.
Die Mehrheit der Einwohner sind  Luren. Daneben leben noch schiitische Kurden hier. Unter den Kurden ist der Gorani und der Leki Dialekt verbreitet.

## Geschichte
Das zugehörige Gebiet war in früherer Zeit ein Teil des Reiches von Elam, das im Perserreich aufgegangen ist und von dem sich der Name der Provinz ableitet. In elamitischen und babylonischen Inschriften hieß die Provinz Alamto oder Alam, was „Gebirge“ oder „Land des Sonnenaufgangs“ bedeutete.
Nach den Achämeniden und den Makedonen eroberten die Sassaniden das Gebiet. Vom späten 11. bis zum 13. Jahrhundert beherrschten kurdische Stämme die Gegend.
1930 gehörte Ilam noch zur Provinz Kermānschāh und war als Poschtkuh von Lorestān (diesseits von Luristan) bekannt, bis es 1936 in Anlehnung an die Elamiter den heutigen Namen erhielt.

## Sehenswürdigkeiten
- Imamzadehs (Schreine aus dem Mittelalter): Imamzadeh Ali Saleh, Imamzadeh Seyd mammad Abed, Imamzadeh Seyd Akbar, Imamzadeh Seyd Fachreddin, Imamzadeh Seyd Nasereddin, Imamzadeh Ibrahim, Imamzadeh Abbas, Imamzadeh Abdullah, Imamzadeh Pir Muhammad, Imamzadeh Baba Seifuddin, Imamzadeh Mehdi Saleh, Imamzadeh Ibrahim Qetal, Imamzadeh Seyd Hasan, Imamzadeh Seyd Salaheddin Muhammad, Imamzadeh Hadschi Bachtiar, Imamzadeh Hadschi Hazer, Imamzadeh Dschabir.
- Ruinen zoroastrischer Feuertempel: Siyahgol Iwan, Tschahar Taghi in Darreh Schahr.
- Schlösser, Forts und Burgen: Ghal'eh Vali (Kadscharen-Ära), Poscht Ghal'eh Tschowar, Ghal'eh Paghela Tschekarbuli, Ghal'eh Falahati (Kadscharen-Ära), Schiagh-Burg in Dehloran (Sassaniden-Ära), Ismail-Chan-Fort, Sam-Burg (späte parthische Ära), Pur-Aschraf-Burg, Mir Gholam Haschemi ghal'eh, Posht Ghal'eh Abdanan (Sassaniden-Ära), Kondschantscham-Fort, Schirin-und-Farhad-Iwan in Mehran (Parthische Ära), Hezar-Dar-Burg (Sassaniden-Ära), Scheikh-Makan-Fort (Sassaniden-Ära), Zeinal-Fort.
- Brücken aus der Sassaniden-Ära
- Archäologische Stätten und Ruinen aus der Sassaniden-Ära und später
- Antike Reliefs
- Ruinen antiker Siedlungen
- Quellen, Höhlen (unter anderem Höhlen von Zinegan) und Naturparks

## Verwaltungsgliederung

Landkreise

Die Provinz gliedert sich in zwölf Landkreise.
- Abdanan
- Badreh
- Darrehschahr
- Dehloran
- Chardavol
- Chavar
- Eyvan
- Holeylan
- Ilam
- Malekschahi
- Mehran
- Sirwan

## Hochschulen
- Ilam University of Medical Sciences
- University of Ilam
- Islamic Azad University of Ilam
- Payame noor University of Ilam